# Poterna

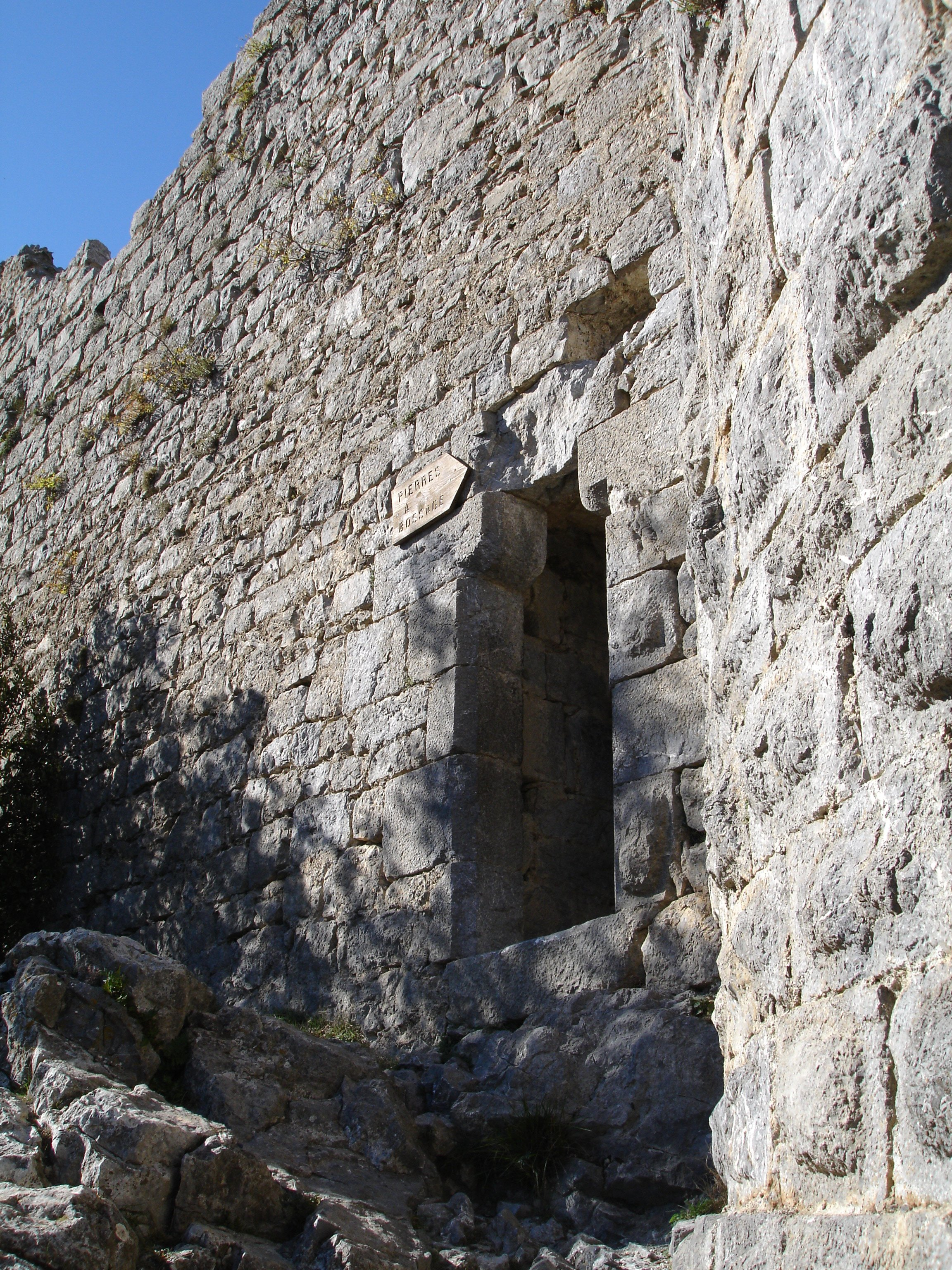
Poterna Sueste do Castelo de Puilaurens em França

Poterna (ou porta do ladrão, porta da traição, ou porta falsa), em arquitectura militar, é uma porta secundária, dissimulada nas muralhas de um castelo ou fortaleza, conduzindo para o exterior, permitindo aos ocupantes das instalações, sair ou entrar sem atrair as atenções nem serem vistos.
Por extensão atribui-se o mesmo nome a uma passagem permitindo à infantaria dirigir-se de um ponto a outro de um forte ou entre vários fortes, sem ser descoberta, ou às passagens nas cortinas das fortalezas abaluartadas.
Durante um cerco, uma poterna poderia funcionar tanto como uma porta para fuga, como para efectuar incursões às tropas sitiantes.
O nome deriva do Latim posterula, diminutivo do Latim posterus (posterior, atrás), isto é, situado atrás, em lugar escondido.

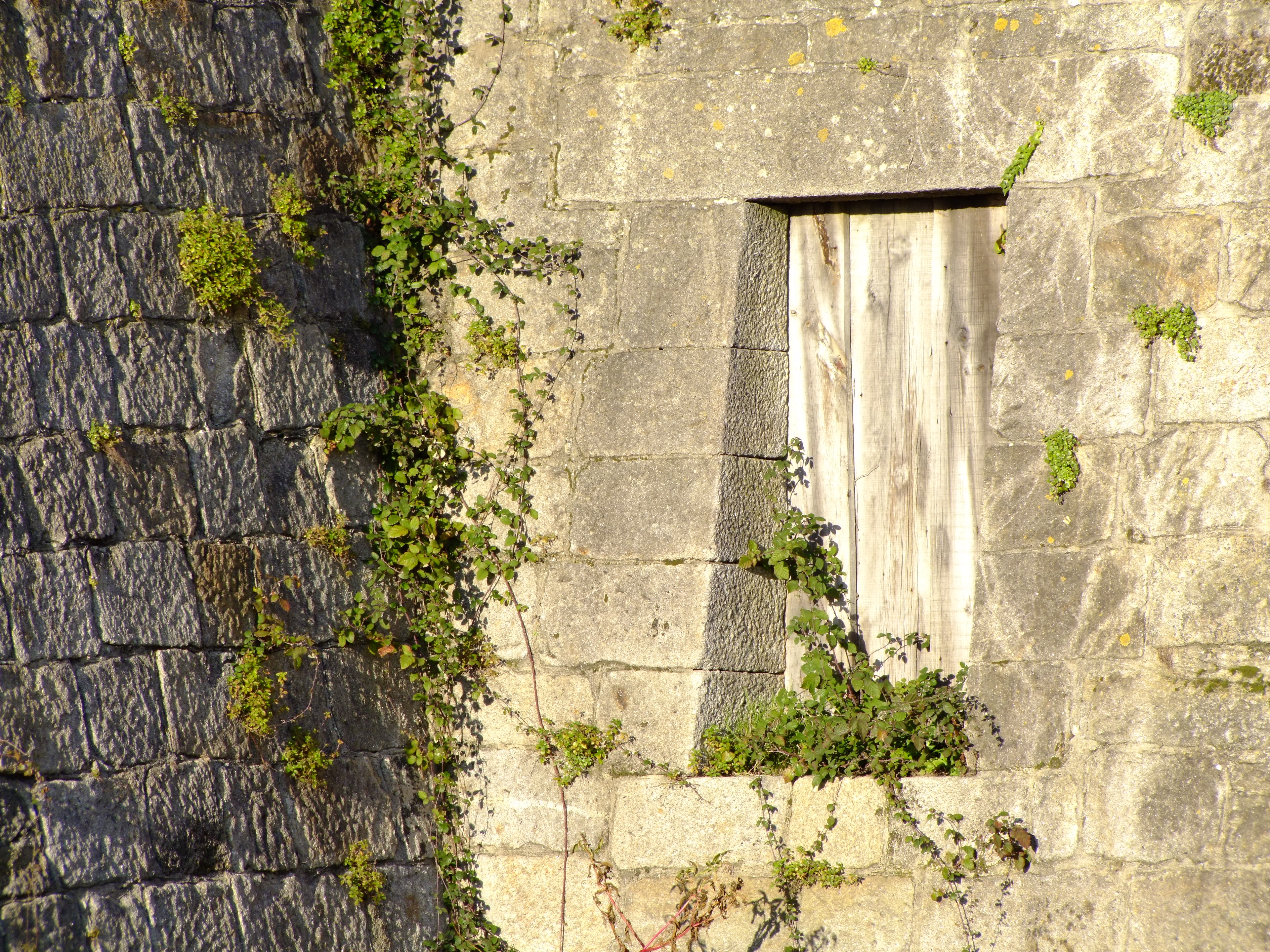
Poterna no Forte de Santiago da Barra, Viana do Castelo
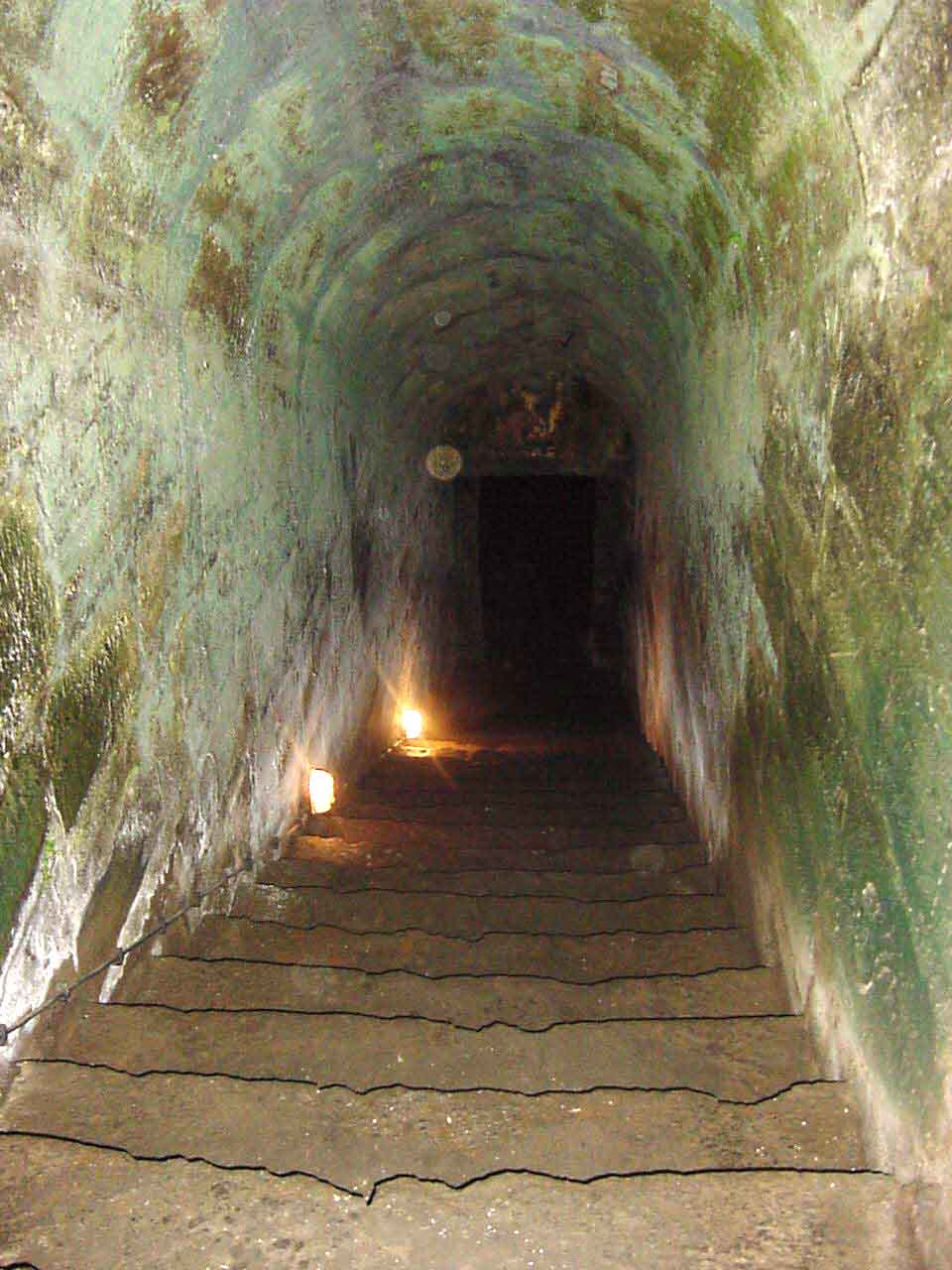
Escada de acesso a uma das poternas na Fortaleza de São João Baptista da Ilha Terceira
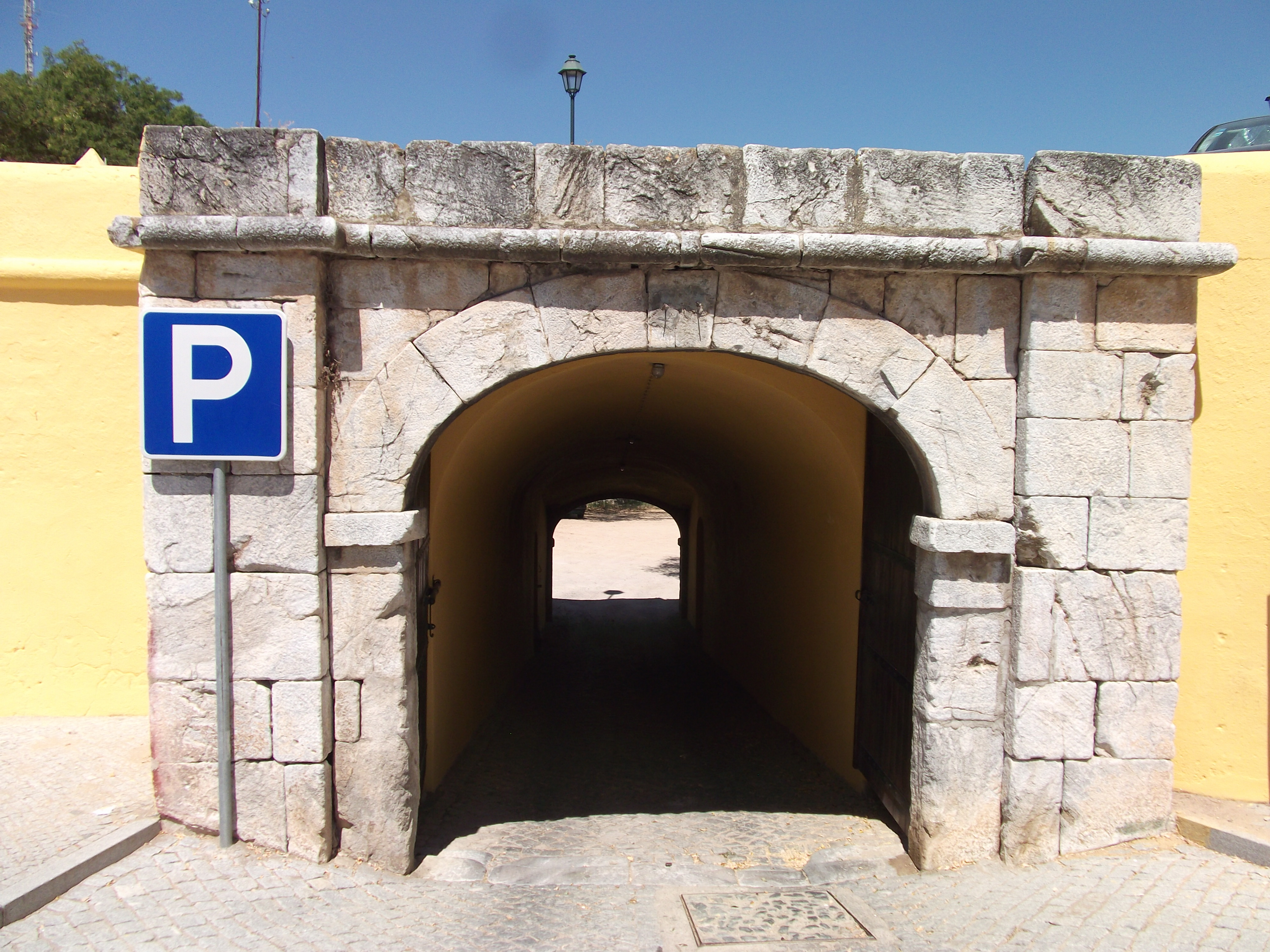
Poterna de São Martinho,na Praça-forte de Elvas, Portugal
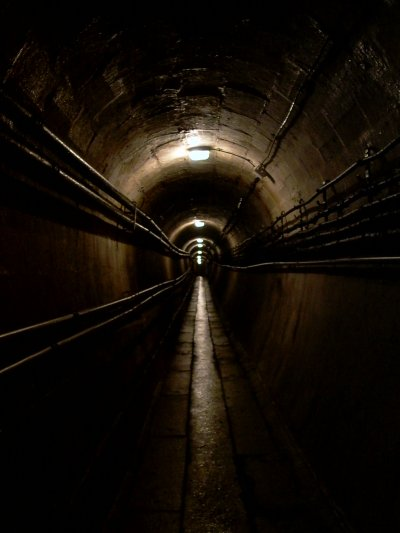
Poterna ligando as fortificações de Thionville, França
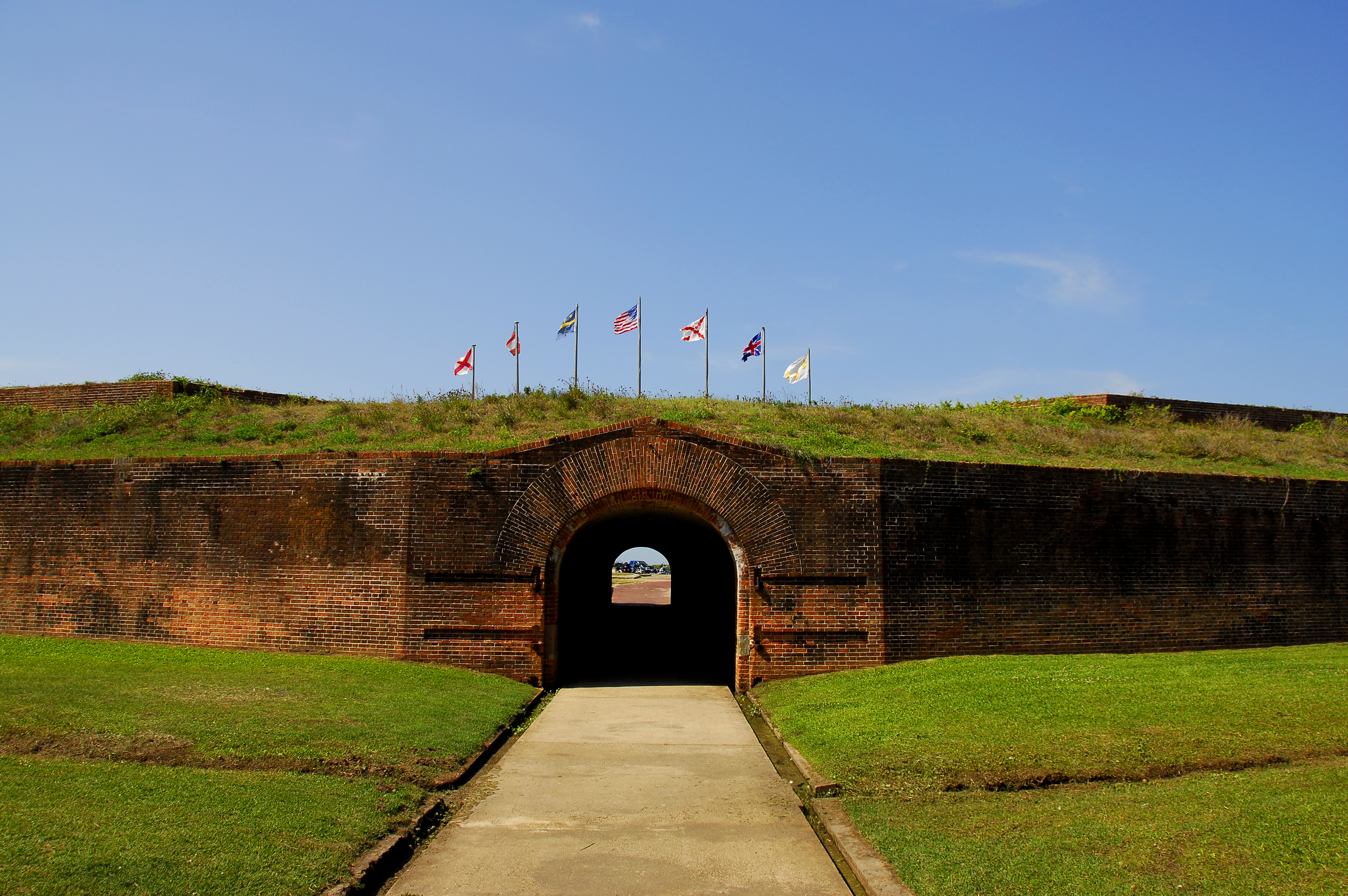
Poterna no fosso do Forte Morgan, Alabama, Estados Unidos